# エクスタシー・レコーディング・スタジオ
エクスタシー・レコーディング・スタジオ (Extasy Recording Studios) は、カリフォルニア州ロサンゼルスカフエンガにある、日本の音楽家・YOSHIKIのプライベートスタジオである。

## 概要
旧称はカフエンガ・パス・スタジオ。かつてはローリング・ストーンズなど著名なアーティストもレコーディングに使用した。2011年にYOSHIKIが買い取り、約1年に渡る改修を経て、2012年から自身のプライベート・スタジオとしてソロ・プロジェクトやX JAPAN、Violet UKなどのレコーディングに使用している。
2015年8月31日放送の「関ジャム 完全燃SHOW」にYOSHIKIがゲスト出演した際に、このスタジオでの様子も紹介され、愛用のKAWAIクリスタルピアノ、特注のチタン製ドラムセットの他、スタジオ機材として高額なマイクプリアンプのラック十数台が登場した。

## 所在地
3255 Cahuenga Blvd W, Los Angeles, CA 90068

## かつてのエクスタシー・レコーディング・スタジオ

### ノース・ハリウッド（1993-2012年）
YOSHIKIはX JAPANのアルバム『ART OF LIFE』のレコーディングで、ジム・デヴィッド（ハル・デヴィッドの息子）が所有していたノースハリウッド・ランカーシム・ブールバードNoHoアート地区の録音スタジオ「ワン・オン・ワン・レコーディング」(One On One Recording) を借りて使用していたが、当時メタリカやボン・ジョヴィ、マドンナなどの有名アーティストに人気で予約が取りにくい上、スタジオ機材のレンタル料も嵩むことから、1993年にこのスタジオを購入した。その後、設備の充実化や内部の改築・改修工事を施し、スタジオAを引き続き外貸しのスタジオとして、スタジオBを自身のプライベート・スタジオとして使用していた。1997年には2階部分にビデオ編集専用ルームが作られた。
2000年にエクスタシー・レコーディング・スタジオ (Extasy Recording Studios) に改称。2003年からは一般へのレンタルを一切やめ、完全なプライベート・スタジオとして使用していた。
スタジオAのコントロール・ルームにはメイン・モニタリング・スピーカー「ジェネレック・1035B」と、アメリカ本土最大となる104インプットのミキシング・コンソール 「SSL・9000J」が備えられ、70人規模のオーケストラが収容できるトラッキング・ルームはドラム・レコーディングにも定評がある。
スタジオBには72インプットのミキシング・コンソール「SSL・Jシリーズ」を置き、ブースは主にボーカルのレコーディングに使用していた。
スタジオCにはDigidesign Pro Controlが置かれ、エディット作業に使用していた。
その他、ラウンジ、機材室、オフィスなどを備え、YOSHIKIが主宰するエクスタシー・レコード・インターナショナル (Extasy Records International) とエクスタシー音楽出版 (Extasy Music Publishing) も同じ建物に所在していた。
2012年に17ハーツLLC社に売却し、現在は17ハーツ・スタジオという名のレンタル・スタジオになっている。

### ビバリー・ブールバード（1998-2003年）
1998年には、マドンナのマネージャーを務めていたフレディー・デ・マンとレコーディング・ディレクターのビル・ドゥーリーが1993年にビバリー・ブールバードに構えたブルックリン・レコーディング・スタジオ (Brooklyn Recording Studios) を買い取り、エクスタシー・レコーディング・スタジオ・サウス (Extasy Recording Studios South) に改称して使用していたが、YOSHIKIがアメリカのバンドのプロデュース活動から手を引いた2003年に手放している。
このスタジオには80インプット、32モニターチャンネルへの拡張と、104本のフェーダーのGMLオートメーション化がなされたニーヴのビンテージ・ミキシング・コンソール「ニーヴ・8078」が備えられていた。ここで商業用に貸し出していたスタジオではキッスやヴァン・ヘイレン、ジェーンズ・アディクションなどのほか、1999年にはトレイシー・チャップマンやフィオナ・アップル、マリリン・マンソンといったアーティストがレコーディングに使用している。

### 東京（2001-2003年）

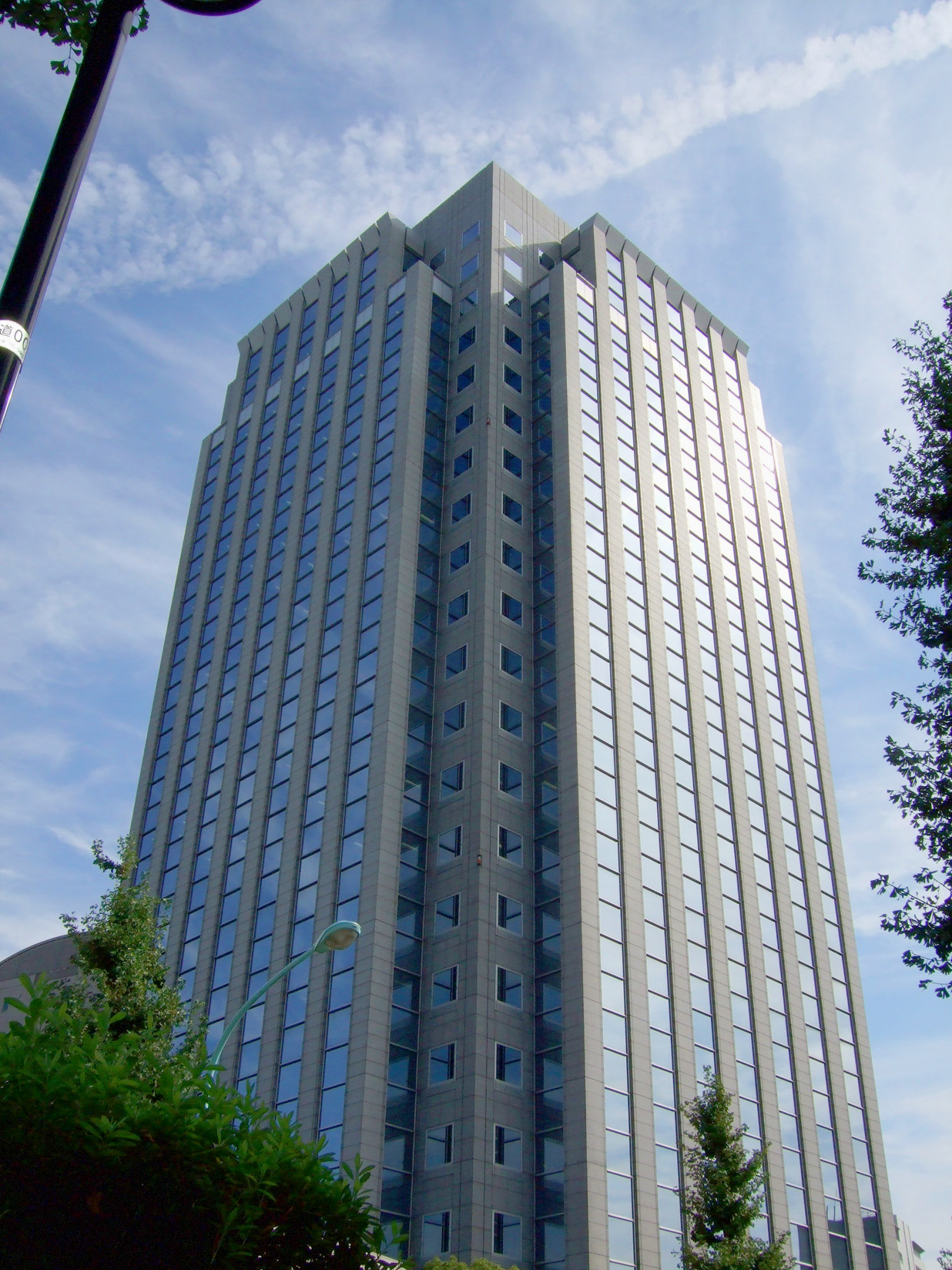
11階にスタジオが所在していた恵比寿プライムスクエアタワー。

YOSHIKIは1999年8月27日に、メディアファクトリーとの共同出資でメジャー・レーベル「エクスタシー・ジャパン」を設立し、同レーベルやエクスタシーレコードの原盤制作の拠点となるスタジオとして2001年に「エクスタシー・レコーディング・スタジオズ・ジャパン」を作った。エクスタシー・ジャパン、エクスタシーレコードなどと同居する形で、東京都渋谷区広尾の22階建てのタワー棟「恵比寿プライムスクエアタワー」11階オフィスを改造してスタジオ化した。スタジオ設立の推進役は当時ジャパンミュージックエージェンシーに所属していたエンジニア/プロデューサーの杉山勇司。YOSHIKIが所有していたロサンゼルスのエクスタシー・レコーディング・スタジオのプリプロ・ルームをモデルに、設備に関してもYOSHIKIからの要望を多く取り入れた。スタジオの施工業者は日東紡音響エンジニアリング。
スタジオはA/Bの2つコントロール・ルームと、2つのレコーディング・ブースで構成。スタジオAのコントロール・ルームは、全チャンネルに1081モジュールを収めたNEVEの24inコンソールと、MTRにDIGIDESIGN Pro Tools | 24 Mix Plus (Mix Core×1、Mix Farm×5、DSP Farm×1)を中心にした構成。スピーカーにはYOSHIKIの指定したGENELEC 1038Aと、YAMAHA NS-10M Studio。基本構成をスタジオAと同じにしたスタジオBには、メイン・ユニットにFader Expansion Packを3台増設したDIGIDESIGN Pro Controlが据えられた。
このスタジオを使用して制作された最初の作品は、杉山勇司がプロデュースを手がけたフランジャーズの2001年のシングル「ライラック」であった。
2003年のエクスタシー・ジャパンの活動終了に伴い、スタジオも閉鎖された。